# Янкі-Гілл (округ Б'ютт, Каліфорнія)
Янкі-Гілл (англ. Yankee Hill) — переписна місцевість (CDP) в США, в окрузі Б'ютт штату Каліфорнія. Населення — 260 осіб (2020).

## Географія
Янкі-Гілл розташоване за координатами 39°41′50″ пн. ш. 121°31′2″ зх. д. / 39.69722° пн. ш. 121.51722° зх. д. (39.697287, -121.517262).  За даними Бюро перепису населення США в 2010 році переписна місцевість мала площу 15,70 км², з яких 15,70 км² — суходіл та 0,01 км² — водойми.

## Демографія
Згідно з переписом 2010 року, у переписній місцевості мешкали 333 особи в 155 домогосподарствах у складі 96 родин. Густота населення становила 21 особа/км².  Було 182 помешкання (12/км²).
Расовий склад населення:
| - 91,6 % — білих - 2,1 % — корінних американців - 1,2 % — азіатів - 0,6 % — чорних або афроамериканців - 1,5 % — осіб інших рас |

До двох чи більше рас належало 3,0 %. Частка іспаномовних становила 6,6 % від усіх жителів.
За віковим діапазоном населення розподілялося таким чином: 9,9 % — особи молодші 18 років, 65,2 % — особи у віці 18—64 років, 24,9 % — особи у віці 65 років та старші. Медіана віку мешканця становила 53,6 року. На 100 осіб жіночої статі у переписній місцевості припадало 99,4 чоловіків;  на 100 жінок у віці від 18 років та старших — 96,1 чоловіків також старших 18 років.
Середній дохід на одне домашнє господарство  становив 51 743 долари США (медіана — 43 693), а середній дохід на одну сім'ю — 77 946 доларів (медіана — 64 792). За межею бідності перебувало 29,3 % осіб, у тому числі 28,6 % дітей у віці до 18 років та 19,0 % осіб у віці 65 років та старших.
Цивільне працевлаштоване населення становило 72 особи. Основні галузі зайнятості: будівництво — 26,4 %, роздрібна торгівля — 22,2 %, освіта, охорона здоров'я та соціальна допомога — 22,2 %.